# نسبه الطلاب إلي المعلمين

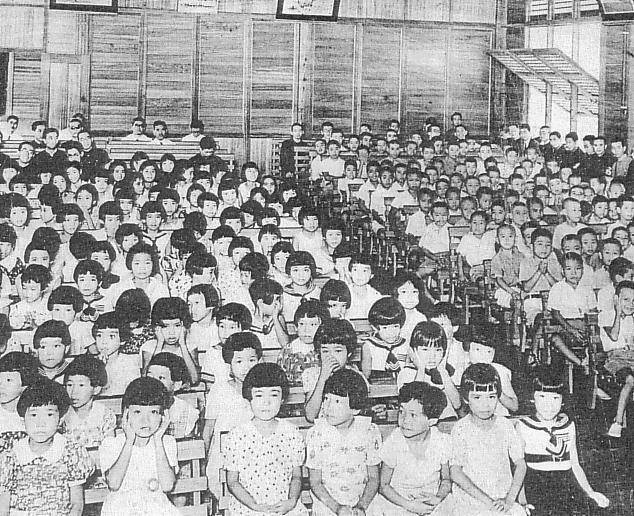

نسبة الطالب إلي المعلم أو نسبة الطلاب إلى أعضاء هيئة التدريس هي عدد الطلاب الذين يلتحقون بمدرسة أو جامعة مقسوماً على عدد المعلمين في المؤسسة. على سبيل المثال، نسبه الطلاب إلي المعلمين 1:10 تشير إلي آن يوجد 10 طلاب لكل معلم. ويمكن ايضاً عكس المصطلح لتكوين نسبة المعلمين إلي الطلاب. النسبة تستخدم عاده كمؤشر لحجم الصف، على الرغم من أن العوامل المختلفة يمكن أن تؤدي إلي تغير حجم الصف بشكل مستقل عن نسبه الطلاب إلي المعلمين ( و العكس صحيح). في اغلب الأحيان، نسبة الطلاب إلي المعلمين ستكون أقل بكثير عن متوسط حجم الصف. تتفاوت نسب الطلاب إلي المعلمين تفاوتًا كبيرًا بين البلدان المتقدمة. في مرحلة التعليم الأبتدائي، معدل نسبة تتراوح بين أعضاء منظمة التعاون الأقتصادي والتنمية يكون أقل قليلاً 16، ولكنه يتراوح بين 40 في البرازيل و 28 في المكسيك و11 في هنغاريا ولكسمبرغ.